# SAC INTERMEDIA PROD.
株式会社SAC INTERMEDIA PROD.（エスエーシーインターメディアプロダクション 英: SAC INTERMEDIA PROD. Inc.）は、イベント・テレビ番組・ラジオ番組の制作プロダクションである。

## 概略
株式会社SAC INTERMEDIA PROD.は、イベント・テレビ番組・ラジオ番組の制作プロダクションである。2010年に企画・制作会社として設立された。
所在地
- 外神田オフィス：〒101-0021 東京都千代田区外神田4-7-3 田中ビル3F
- 渋谷オフィス：〒150-0036 東京都渋谷区南平台町16-28 Daiwa渋谷スクエア6F

## 主な制作・制作協力番組

### 放送中の番組
レギュラー番組
- ヤングタウン土曜日（MBSラジオ、制作）

出演：明石家さんま、村上ショージ、道重さゆみ、飯窪春菜
- アッパレやってまーす!火曜日（MBSラジオ、企画・制作）

出演：ロンドンブーツ1号2号（田村淳・田村亮）、千鳥、篠崎愛、吉木りさ
- AKB48木﨑ゆりあ 2014年のシンデレラ（MBSラジオ、企画・制作）

出演：木﨑ゆりあ（AKB48）
- エビ中☆なんやねん（MBSラジオ、企画・制作）

出演：私立恵比寿中学、木本武宏（TKO）、NON STYLE
- ザ・ヒットスタジオ〜レッツゴーヤンヤン〜（MBSラジオ、制作協力）

出演：TKO、クリス松村、相楽樹
- 田代県立小島高校（スカパー!、制作）

出演：田代さやか、小島瑠璃子
- 名将の条件（テレビ大阪、制作）

出演：はるな愛、たむらけんじ

### 2014年
※調整中※

### 2013年
番組制作
- 知りたがり!（フジテレビ、制作協力）
- news every.（日本テレビ、制作協力）
- 所さんの目がテン!（日本テレビ、制作協力）
- スッキリ!!（日本テレビ、制作協力）
- 千人の力（NHK、制作協力）
- ヒーローたちの名勝負（NHK、制作協力）
- 突撃!アッとホーム（NHK、制作協力）
- Rの法則（NHK、制作協力）
- 読売テレビ開局55年記念番組 ベストヒット歌謡祭2013（読売テレビ、制作協力）
- ビルボード・ジャパン・ミュージック・アワード 2013（テレビ大阪、制作協力）
- ヤングタウン土曜日（MBSラジオ、制作）

出演：明石家さんま、村上ショージ、道重さゆみ、飯窪春菜
- ゴチャ・まぜっ!日曜日（MBSラジオ、制作）

出演：次長課長、Rio、篠崎愛（AeLL.）、増井みお（PASSPO☆）
- ザ・ヒットスタジオ〜レッツゴーヤンヤン〜（MBSラジオ、制作協力）

出演：TKO、クリス松村、相楽樹
- エビ中☆なんやねん（MBSラジオ、企画・制作）

出演：私立恵比寿中学、TKO木本、オジンオズボーン
- 5GAPのドタバタ☆パレード（MBSラジオ、企画・制作）

出演：5GAP
- 田代県立小島高校（スカパー!、制作）

出演：田代さやか、小島瑠璃子
- 篠崎愛の楽屋を見せます！（ゴチャ・まぜっ!）（TBSラジオ「らじこん」）

出演：篠崎愛
- まだまだゴチャ・まぜっ!～集まれヤンヤン～延長戦（TBSラジオ「らじこん」）

出演：早川真理恵
- Sibch.TV＋（Sib.tv、企画・制作）

出演：てんちむ、慶
- 姉agehaTV！～女ホル向上委員会～（Sib.tv、企画・制作）

VP（ビデオパッケージ）
- 皇潤プレミアム（娘へ篇、運動会篇）（CM、企画・制作）
- 美◆皇潤インフォマーシャル（通販番組、企画・制作）
- DJ Hello Kitty EDM MIX（VP、制作）
- アーモンド・ブリーズPresents ミス・アー乳オーディションVTR（VP制作）
- WOMAN RUSH HOUR SOLO LIVE DVD I love you　出版：R＆C（DVD制作協力）
- 松竹角座　ヒカリゴケ単独ライブ（LIVE、映像制作）
- 松竹角座　コーヒールンバ単独ライブ（LIVE、映像制作）
- 株式会社プレミア・ビューティ・アンド・スパ報告会VTR（企画・制作）
- K'z Station おしゃべりやってMax　第5放送 Presents Cacao王国　国王・カカ王降臨！（DVD制作協力）

Featuring 小野坂昌也、置鮎龍太郎、神谷浩史
- 読売新聞シンポジウム（DVD制作）

イベント
- 株式会社ノマド ハイスクールバンドバトル（制作協力）
- 株式会社ノマド アリオライブセッションVol6（制作協力）
- TVK「ありがとッ!」公開録画ライブ（制作協力）
- 株式会社ノマド PSP（R）専用ソフト『十鬼の絆 花結綴り』主題歌集シングル「花結ノ謳」発売記念イベント（制作協力）
- Sib.TV 株式会社プレミア・ビューティ・アンド・スパ報告会撮影（映像オペレーター）
- K'z Station DVD-BOX「K'z Station おしゃべりやってMax　第5放送 Presents Cacao王国　国王・カカ王降臨！

Featuring 小野坂昌也、置鮎龍太郎、神谷浩史（映像オペレーター）

### 2012年
番組制作
- ザ・ヒットスタジオ～レッツゴーヤンヤン～（MBSラジオ、企画・制作）

出演：TKO、クリス松村、吹田早哉佳
- ヤングタウン土曜日（MBSラジオ、制作）

出演：明石家さんま、村上ショージ、道重さゆみ、光井愛佳
- 田代県立小島高校（スカパー!、制作）

出演：田代さやか、小島瑠璃子
- 篠崎愛の楽屋を見せます！（ゴチャ・まぜっ！）（BSラジオ「らじこん」企画・制作）

出演：篠崎愛
- まだまだゴチャ・まぜっ!～集まれヤンヤン～延長戦（TBSラジオ「らじこん」企画・制作）

出演：早川真理恵
- あみなとニコニコ。（竹書房、企画・制作）

出演：AKB48佐藤亜美菜、白石稔
- 純情通り三丁目2525番地（竹書房、企画・制作）

出演：AKB48片山陽加、星野卓也
- 小川麻琴のドリームマッチ2nd（K'z Station、企画・制作）

出演：小川麻琴（元モーニング娘。）、森田悟（スパローズ）、北條まみ、三澤紗千香
- 北野誠のおまえら聴くな。（K'z Station、企画・制作）

出演：北野誠、西浦和也
- 平山夢明のFKB怪奇ドラッグ（K'z Station、企画・制作）

出演：平山夢明、BBゴロー
- わんおふ らじお-one off radio-（HiBiKi Radio Station、制作）

出演：後藤沙緒里
- marbleのゆるゆるニコ生～ぶる五つ星！（ランティス、制作）

出演：marble
- 2014FIFAワールドカップ　サッカー男子日本代表 アジア最終予選　VSオマーン代表戦（ドワンゴ、ニコ生配信、企画・制作）
- 2014FIFAワールドカップ　サッカー男子日本代表 アジア最終予選　VSヨルダン代表戦（ドワンゴ、ニコ生配信、企画・制作）
- 2014FIFAワールドカップ　サッカー男子日本代表 アジア最終予選　VSオーストラリア代表戦（ドワンゴ、ニコ生配信、企画・制作）
- marbleのゆるゆるニコ生～ぶる五つ星！（ランティス、制作）

出演：marble
- Sibch.TV＋（Sib.tv、企画・制作）

出演：てんちむ、慶
- パチスロ天下統一リーグ 下剋上（マルハン、企画・制作）

VP（ビデオパッケージ）
- THE NEUTRAL「さよならなんだな」（PV 企画・制作）
- Michiru「大好きだよ、パパ」（PV企画・制作）
- 大藪保険コンサルタント会社紹介VP（企画・制作）
- DVD/BD テレビアニメ『WORKING!!』ワグナリア～春の大大大感謝祭～イベント中VTR（制作）
- あみなとニコニコ。（DVD企画・制作）出版：竹書房

出演：AKB48佐藤亜美菜、白石稔
- 純情通り三丁目2525番地　（DVD企画・制作）出版：竹書房

出演：AKB48片山陽加、星野卓也
- 読売新聞シンポジウム（DVD制作）
- 株式会社エバーライフ社員総会VTR（制作）

デザイン・スチール
- 三浦サリー　白い林檎の花 feat.Double K（FLME、スチール撮影）
- sunya　キミのとなりで… feat. 中村舞子（Ki/oon、スチール撮影）
- 福田桃代　ありがとう～大切なあなた～（FLME、スチール撮影）

イベント
- 第8回西神戸センター街フリーライブ「ワンハート」制作統括（神戸市、企画・制作）
- 「たまゆら〜hitotose〜」上映イベント～むっつめ～（松竹、PA）

出演：大原さやか、儀武ゆう子、佐藤順一監督、竹達彩奈、阿澄佳奈、井口裕香
- 「たまゆらじお～hitotose～」公開録音in横浜（松竹、PA）

出演：竹達彩奈、阿澄佳奈、井口裕香、儀武ゆう子、佐藤順一監督
- 「わんおふ -one off-」1話・2話先行上映会（松竹、PA・照明）

出演：後藤沙緒里、佐藤順一監督、儀武ゆう子
- 「わんおふ -one off-」3話・4話先行上映会（松竹、PA・照明）

出演：後藤沙緒里、矢作紗友里、佐藤順一監督、儀武ゆう子
- 新谷良子バースデーイベント@新宿FACE（有限会社ビーボ、制作・配信）
- 竹達彩奈バースデーイベント（ポニーキャニオン、制作協力）
- 「ゆるめいつ3でぃ」放送直前SP上映会（竹書房、制作・配信）

出演：桃井はるこ、佐々木未来、桑谷夏子、ぱぷりか
- テレビアニメ『WORKING!!』ワグナリア～春の大大大感謝祭～イベント中VTR（Aniplex、制作）
- STRIDER大阪ラウンド抽選会（Sib.TV、制作・配信）
- 朴璐美とゲッターズ飯田のトークライブ（K'z Station、制作）
- ピーマンズスタンダード南川ソロライブ（松竹芸能、映像オペレーター）

### 2011年
番組制作
- ザ・ヒットスタジオ～レッツゴーヤンヤン～（MBSラジオ、企画・制作）

出演：TKO、クリス松村、吹田早哉佳
- ヤングタウン土曜日（MBSラジオ、制作）

出演：明石家さんま、村上ショージ、高橋愛、道重さゆみ
- 流派-R　三浦サリーライブ撮影＠渋谷エイジア（テレビ東京、制作協力）
- あみなとニコニコ。（DVD企画・制作）出版：竹書房

出演：AKB48佐藤亜美菜　白石稔
- 純情通り三丁目2525番地　（DVD企画・制作）出版：竹書房

出演：AKB48片山陽加　星野卓也
- 側近が明かす去りゆく首相　公式ニコニコ生放送（ドワンゴ、制作協力）
- 徹底討論！韓流問題とメディアについて考える　公式ニコニコ生放送（ドワンゴ、制作協力）
- 小川麻琴のドリームマッチ2nd（K'z Station、企画・制作）

出演：小川麻琴（元モーニング娘。）、エール橋本、いとうあこ
- 北野誠のおまえら聴くな。（K'z Station、企画・制作）

出演：北野誠、西浦和也
- 平山夢明のFKB怪奇ドラッグ（K'z Station、企画・制作）

出演：平山夢明、BBゴロー
- TOP YELL TV（竹書房、企画・制作）
- コープスパーティー（竹書房、企画・制作）
- たまゆら～hitotose～くちぶえ会話講座　LESSON1＆LESSON2（松竹、VTR制作）
- AチャンネルTV（アニプレックス、企画・制作）

VP（ビデオパッケージ）
- 蛇足×風男塾×コラーゲンボーイズ「マジLOVE1000%歌ってみた」（ネット用CM、企画・制作）
- アイヒマンスタンダード単独ライブ「ヒトリデネタ」（VTR制作）
- AチャンネルTV　イベント用VTR（制作）
- ヒカリゴケ国沢一誠の寒～くなる一夜（企画・制作）
- CM 片山遼「奇跡」15秒スポットCM　KN渋谷2ビジョンにて放映（企画・制作）
- W∞アンナ「Joy to Ride」PV制作（企画・制作）
- あのHUMPTYライブ＠赤坂BLITZ（制作協力）
- ceui「FirstEden」＠赤坂BLITZ（企画・制作）

ゲスト：高垣彩陽、eufonius　司会：若井おさむ
- THE NEUTRALライブ撮影　＠渋谷O-EAST（DVD、企画・制作）
- えちうら「10年間ありがとうTOUR FINAL」@ZEPPTOKYO（DVD、企画・制作）
- 株式会社プレミア・ビューティ・アンド・スパ報告会VTR（企画・制作）

デザイン・スチール
- YVE from J4E「ギュッと」（徳間ジャパン、スチール撮影）

出演：桃華絵里＆板橋瑠美
- 三浦サリー「ベビーフレンド」（FLME、スチール撮影）
- 神戸震災イベント　第7回 神戸フリーライブ 「ONE HEART」（神戸市、スチール撮影）
- CRUSAVON　ヘアスキンシャンプー＆リペアトリートメント　パンフレット制作（ガンパウダー、デザイン）
- CRUSAVON　石鹸チラシデザイン（ガンパウダー、デザイン）
- ceui「FirstEden」CDジャケット制作（T-infinity、イラスト制作）
- ceuifonius　ロゴデザイン デザイン（T-infinity）

イベント
- たまゆらじお～hitotose～公開録音　in横浜（松竹、PA）
- 「ダンカン娘HARUKAMINA」AKB48佐藤亜美菜＆AKB48片山陽加　＠原宿アストロホール（アトリエダンカン、企画・制作）
- LOVE-LIFE BOWLING vol.4（第一通信社、PA）
- ヒカリゴケ単独ライブ（松竹芸能・松竹角座、映像オペレーター）
- アイヒマンスタンダードソロライブ（松竹芸能・松竹角座、映像オペレーター）
- あのHUMPTYライブ＠赤坂BLITZ（T-infinity、映像オペレーター）
- ceui「FirstEden」＠赤坂BLITZ（T-infinity、映像オペレーター）

ゲスト：高垣彩陽、eufonius　司会：若井おさむ
- 逗子市成人式　逗子三兄弟ライブ（FLME、PA）

### 2010年
番組制作
- ヤングタウン土曜日（MBSラジオ、制作）

出演：明石家さんま、村上ショージ、高橋愛、道重さゆみ
- 心霊夜話（ニコ生、企画・制作）

出演：北野誠　西浦和也
- 心霊夜話（K'z Station、企画・制作）

出演：西浦和也、鎌田紘子
VP（ビデオパッケージ）
- ピコ WInter LIve "Story" ～大宮ソニックの無駄使い～　ライブ中映像制作（VTR制作）
- えちうら スポット用CM制作　曲：STAY（企画・制作）
- 三浦サリー　デビューシングル「会いたくて…feat.JOYSTICKK」オフショット撮影（企画・制作）
- BEATNIK STUDIO発表会「0-zero」＠日本青年館大ホール　撮影＆ビデオ制作（企画・制作）
- キャラホビ2010『SKE48　ライブステージ～幕張公演2010～』撮影スタッフ（制作）
- スズキユイ／ギンガムチェック　全国マツモトキヨシ店頭放映（PV企画・制作）
- 逗子三兄弟　メジャーデビュー曲「サマーウルフ」オフショット撮影 （制作）

イベント
- たまゆらじお公開収録　@石丸電気（松竹、PA）
- あのHUMPTY SECRET NIGHT クリスマスパーティー2010（T-infinity、スチール撮影）
- 逗子三兄弟　レコチョクファン限定ライブ（FLME、PA）
- 和ボックスワンマンライブ723＠座・高円寺　イベント制作（企画・製作）
- Out Of Music presents NBA～Next Break Artists～@原宿アストロホール　雑誌『Out Of Music』掲載（スチール撮影）
- 電撃文庫 秋の祭典2010俺の妹がこんなに可愛いわけがない（Aniplex、PA）
- NATU!MATURi 2010 in YOKOHAMA BAYHALL（PA）
- 逗子三兄弟ミニライブ×小森純　@渋谷cocoti（FLME、PA）
- たまゆらじお収録＠たまゆらラッピングバス内録音担当（松竹株式会社、PA）
- 逗子三兄弟　デビューシングルリリースイベント（FLME、PA）

デザイン
- あのHUMPTY　フライヤーデザイン（T-infinity、制作）

PR（プロモーション）
- ラジオCD 俺の妹が（ラジオでも）こんなに可愛いわけがない（制作）
- アニ店特急出張版（制作）
- ホームページ 炭火焼鳥とりまる　ホームページ制作 （企画・制作】

### 企業までの制作実績
- 2010.02.28　大藪保険コンサルタント企業VP制作　出演：福永ちな
- 2010.02.22　松竹芸能「ヒカリゴケ」単独ライブ　動画制作
- 2010.02.20　松竹芸能3SETライブ　フライヤー制作（いまぶーむ＜旧なすなかにし＞、ピーマンズスタンダード、ヒカリゴケ）
- 2010.02.14　Ceui　オフィシャルホームページ制作
- 2010.02.07　Ceui「MellowMelody」　PV制作
- 2010.01.17　神戸震災イベント　第6回 神戸フリーライブ 「ONE HEART」　イベント進行
- 2009.12.27　ヒカリゴケ＆オジンオズボーンのバスツアー撮影協力
- 2009.11.28　レッドリボンライブ2009@SHIBUYA-AX　ヒカリゴケ密着
- 2009.10.10　ひだまりラジオ公開収録@乃木坂　技術録音
- 2009.08.21　インターネット番組「ヒカリゴケのダルマカフェ」配信
- 2009.05.01～　インターネット動画配信サイト『D-WAVE』開設
- 2009.04.19～　Music&Comedy「ミューコメ!!」@ナムコ・ヒーローズベース
- 2009.05.19　GLホーム全店大会（イベントレセプション）@東京国際フォーラム
- 2008.05.29　GLホーム全店大会（イベントレセプション）@シェラトン・グランデ・トーキョーベイ・ホテル
- 2006.09.28～　ラゾーナ川崎プラザ4Fナムコワンダーパークヒーローズベース内イベントステージ運営管理
- 2006.09.28　ラゾーナ川崎内ナムコワンダーパークヒーローズベース内覧会
- 2006.04.00　イベントステージ設計・設営 @ラゾーナ川崎内ナムコワンダーパークヒーローズベース
- 2006.09.01　日本民間放送連盟賞　優秀賞受賞　KBS京都ラジオ「災害シミュレーションラジオドラマ ～天災は忘れずにやってくる～」

出演：栗塚旭、飛鳥井かゞり、桂吉弥、南かおり　他
- 2005　大日本印刷経営レセプション（イベント）@ホテルグランヴィア京都
- 2005.05.22　essential 10th anivversary@京都ホール

出演：AI/DJ SANCON/Full Of Harmony/FU-TEN/IMP/MELLOW YELLOW/RHYMESTER/and more
- 2005-2006　OBCラジオ大阪「パチラジマンデー！」
- 2004-2006　KBS京都ラジオ「よしもとお笑いコロシアム」
- 2004-2006　KBS京都ラジオ「南かおりのHello Musicらんど」毎週土曜日12:00～15:30
- 2004-2006　KBS京都ラジオCM制作
- 2004-2006　KBS京都ラジオ「浅野亜希子の765STADIUM」毎週土曜日23:30
- 2003-2004　KBS京都ラジオ「村上祐子のラジオかまい隊」月曜日～木曜日の昼15：00~17：40
- 2003.11.30　『ふうりんノンセクションコンサート2003』@京都会館第一ホール
- 2002-2005　KBS京都ラジオ「M3 森谷威夫のモリモリマニア」毎週土曜日
- 2002-2006　KBS京都放送「かたつむり大作戦」
- 2002.04.29　Far East Jungle 5th Anniversary Specail

出演：＊NUMBER GIRL＊LUNCH TIME SPEAX＊THE MICETEETH＊TEH STYLES＊DJ SANCON＊Hawaii1200
- その他　森脇健児のサタデーミーティング（KBS）ラジコレ（OBC）マイワールド（KBS）etc...